# Grijskopstreepvleugel
De grijskopstreepvleugel (Actinodura egertoni) is een zangvogel uit de familie Leiothrichidae.

## Verspreiding en leefgebied
Deze soort komt voor van de Himalaya tot noordoostelijk Myanmar en telt vier ondersoorten:
- A. e. egertoni: de centrale en oostelijk Himalaya.
- A. e. lewisi: Mishmiheuvels (noordoostelijk India).
- A. e. khasiana: Meghalaya, zuidelijk Assam, Nagaland en Manipur (noordoostelijk India).
- A. e. ripponi: zuidwestelijk en noordoostelijk Myanmar, zuidelijk China.